# Charkiv-Pasažyrskyj
Charkiv-Pasažyrskyj  (ukrajinsky Харків-Пасажирський, zkráceně Charkiv-Pass.) je největší osobní železniční nádraží v Charkově, s průměrným počtem cestujících 15 000 denně. Stanice denně obslouží množvství dálkových vnitrostátních i mezinárodních vlaků, pro které je často výchozí nebo konečnou stanicí. Nádraží je napojené na linku metra Cholodnohirsko-Zavodska – stanice Pivdennyj vokzal.

## Historie
18. září 1868 byl položen první kámen v budově nádraží a 22. května 1869 přijel na nádraží první vlak z Bělgorodu. Nádražní budova byla postavena podle plánů architekta Andrije Tona. S rozvojem železnice však došlo v letech 1896–1901 k rozšíření a modernizaci nádraží, po modernizaci se nádraží stalo jedním z největších v Ruském impériu.
25. října 1952 byla nová budova Jižního nádraží převzata do provozu, spolu s budovou bylo vybudováno i Přinádražní náměstí.
V roce 2018 se železniční stanice Charkiv-Pasažyrskyj se stala 3. nejvytíženějším nádražím na Ukrajině (po Kyjevě a Lvově).

## Železniční doprava
Stanice obsluhuje především dálkové vnitrostátní i mezinárodní spoje národního dopravce Ukrzaliznycja, včetně regionálních spojů. Stanice metra Pivdennyj Vokzal (ukrajinsky Південний вокзал), která se nachází poblíž stanice, tvoří hlavní křižovatku s městskou hromadnou dopravou.

## Přehled dopravních schémat

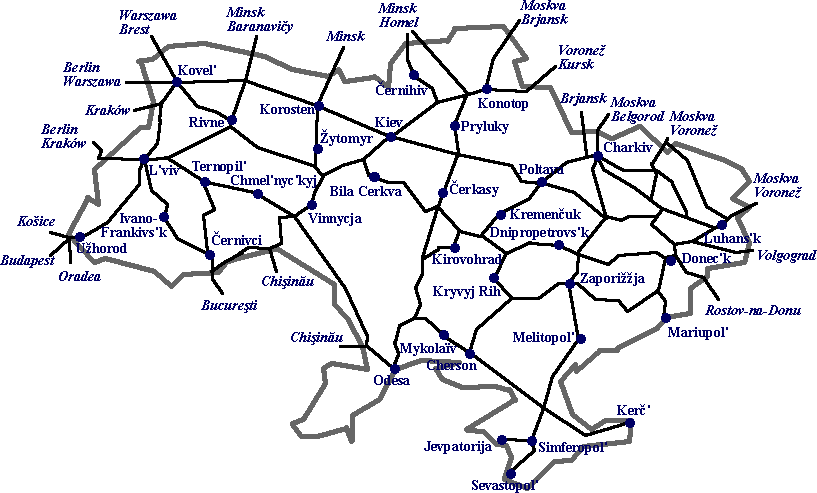
Schéma hlavních železničních tratí na Ukrajině
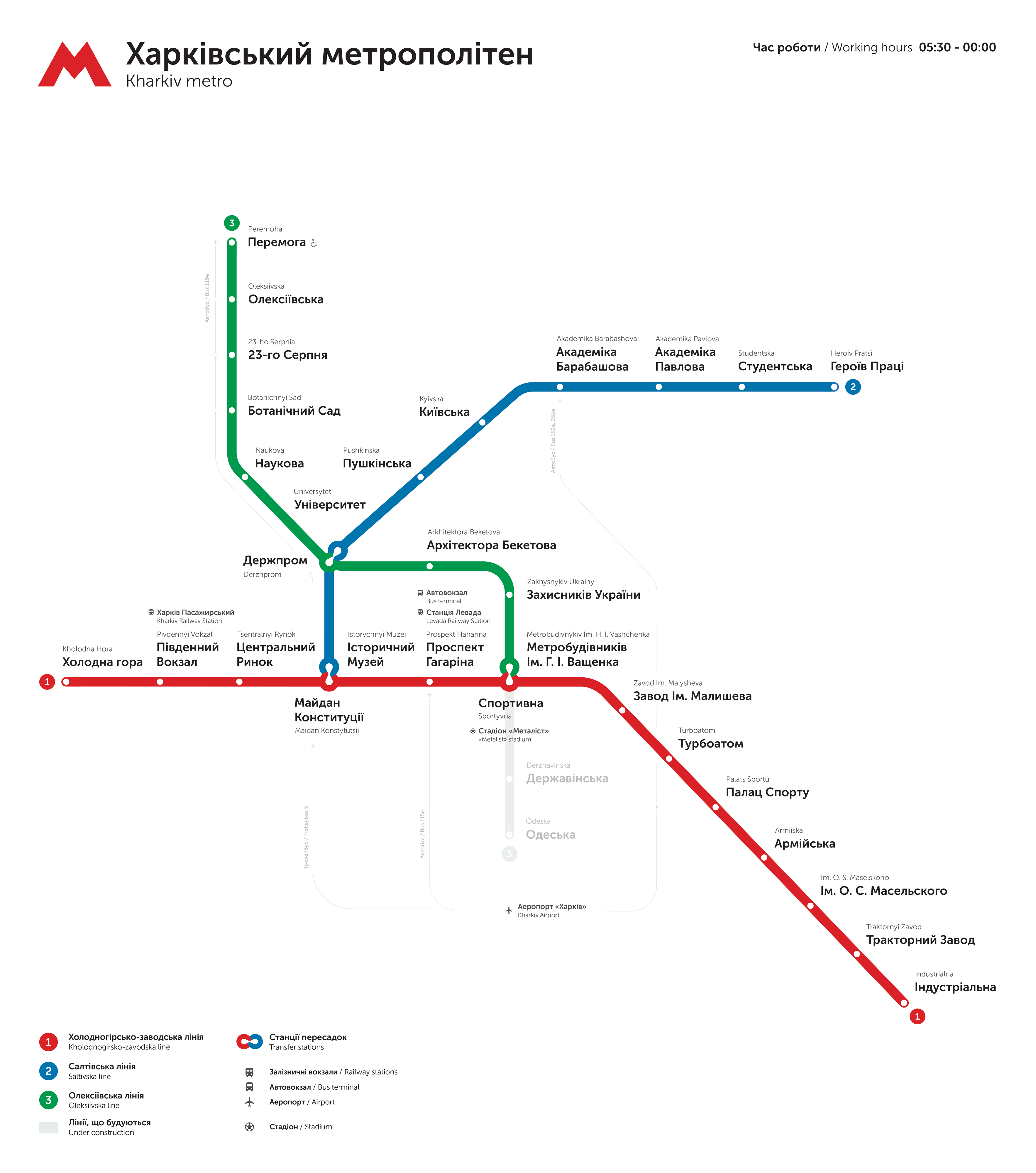
Síť charkovského metra

## Galerie

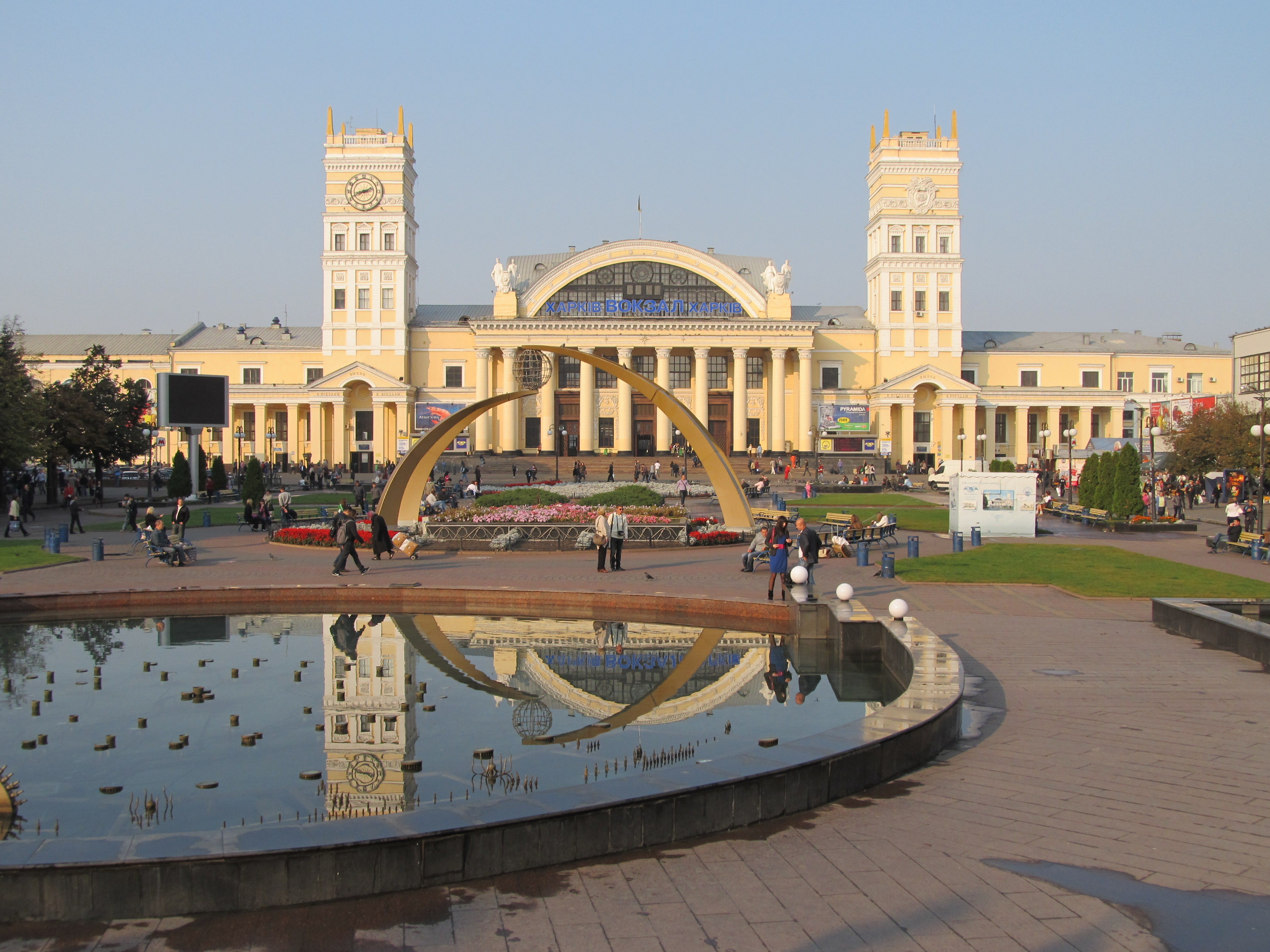
Přinádražní náměstí s staniční budovou
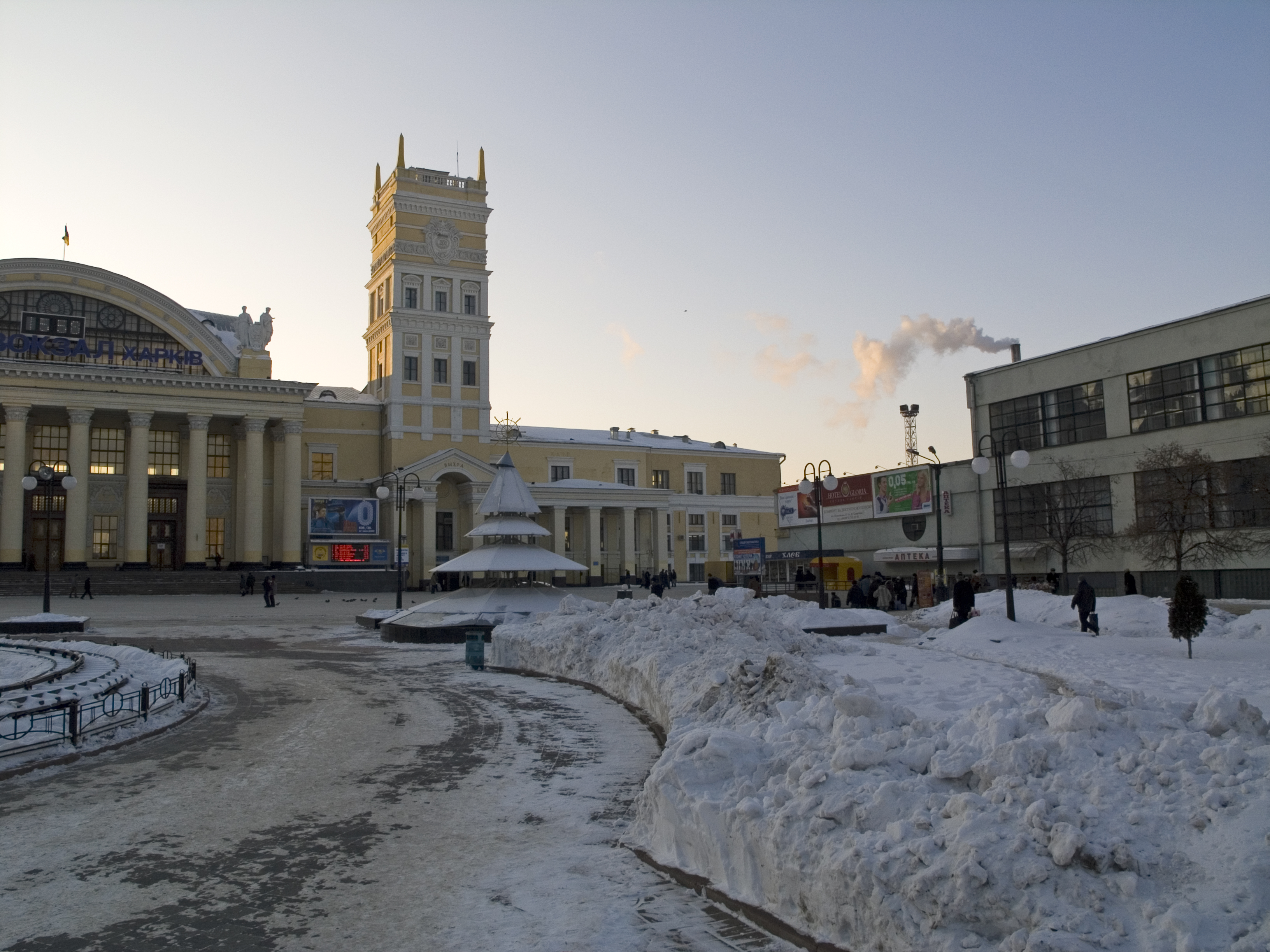
Nádraží v zimě
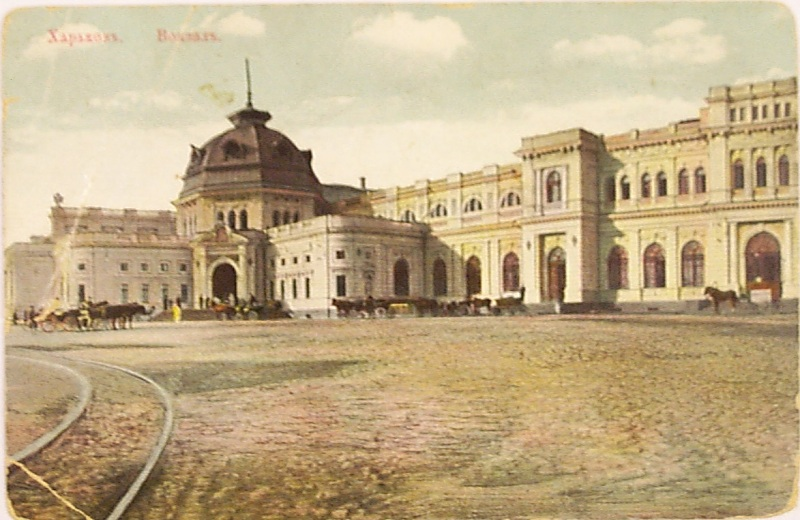
Dvě staré budovy z 19. století
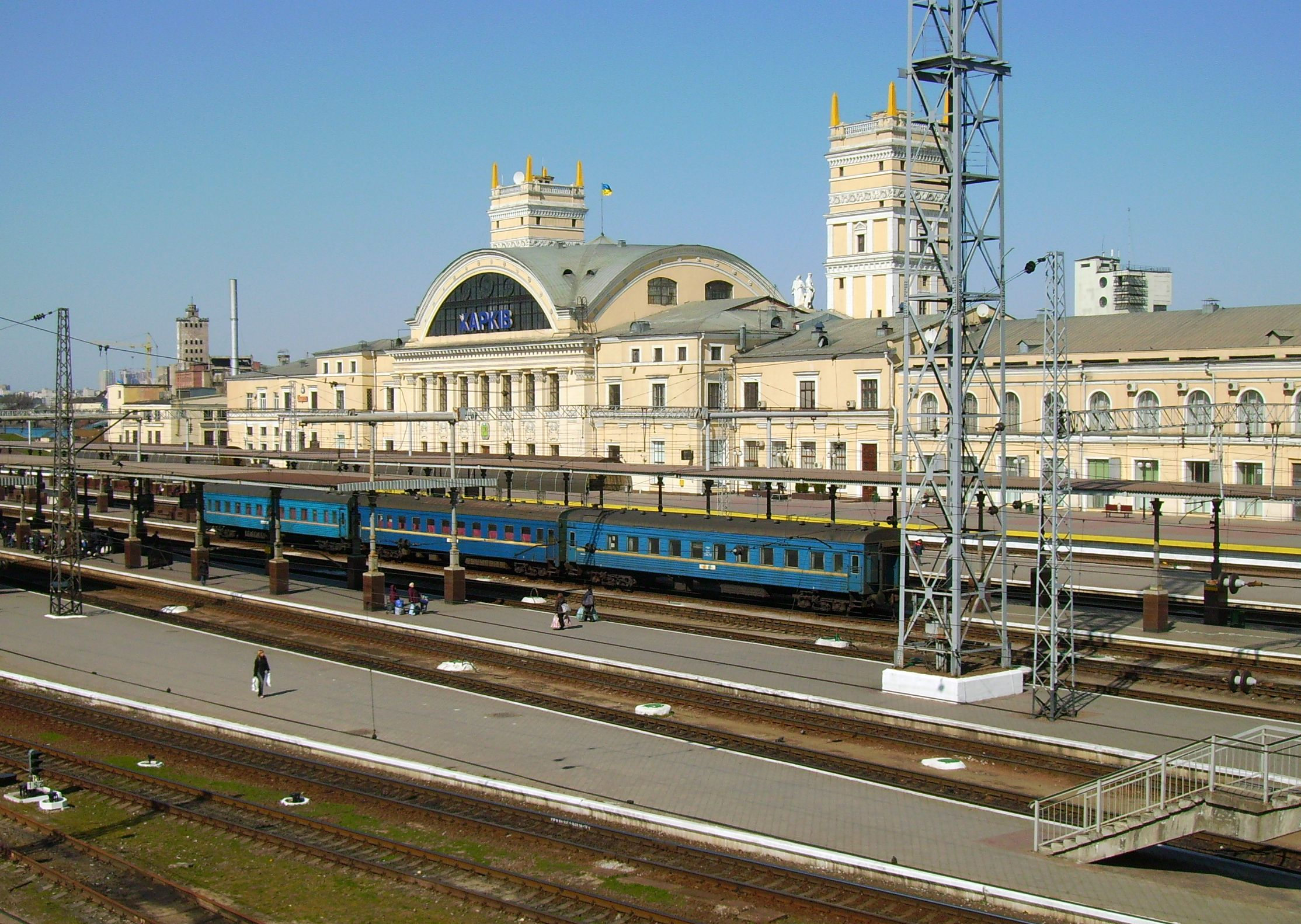
Pohled z kolejiště
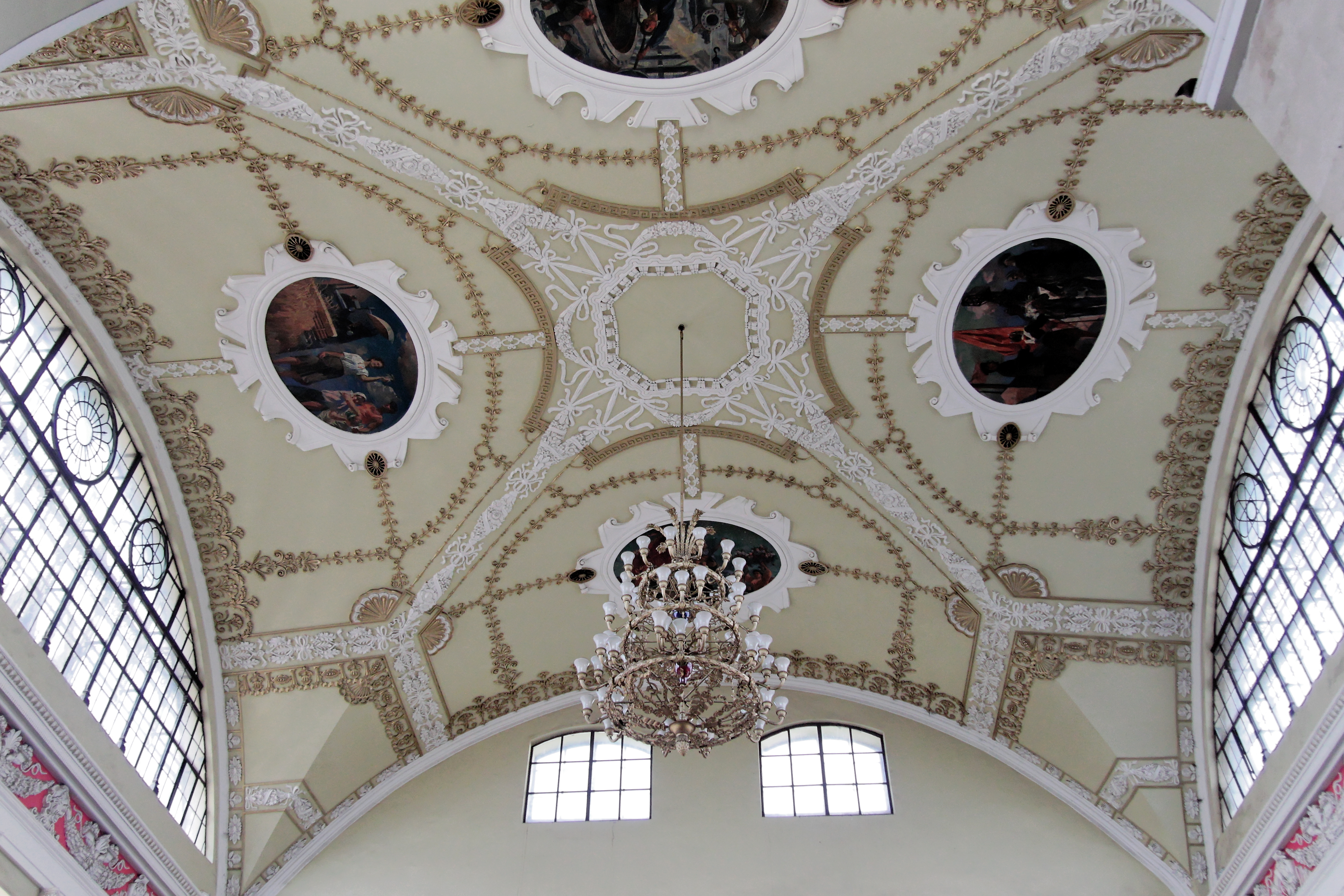
Interiér centrální staniční haly
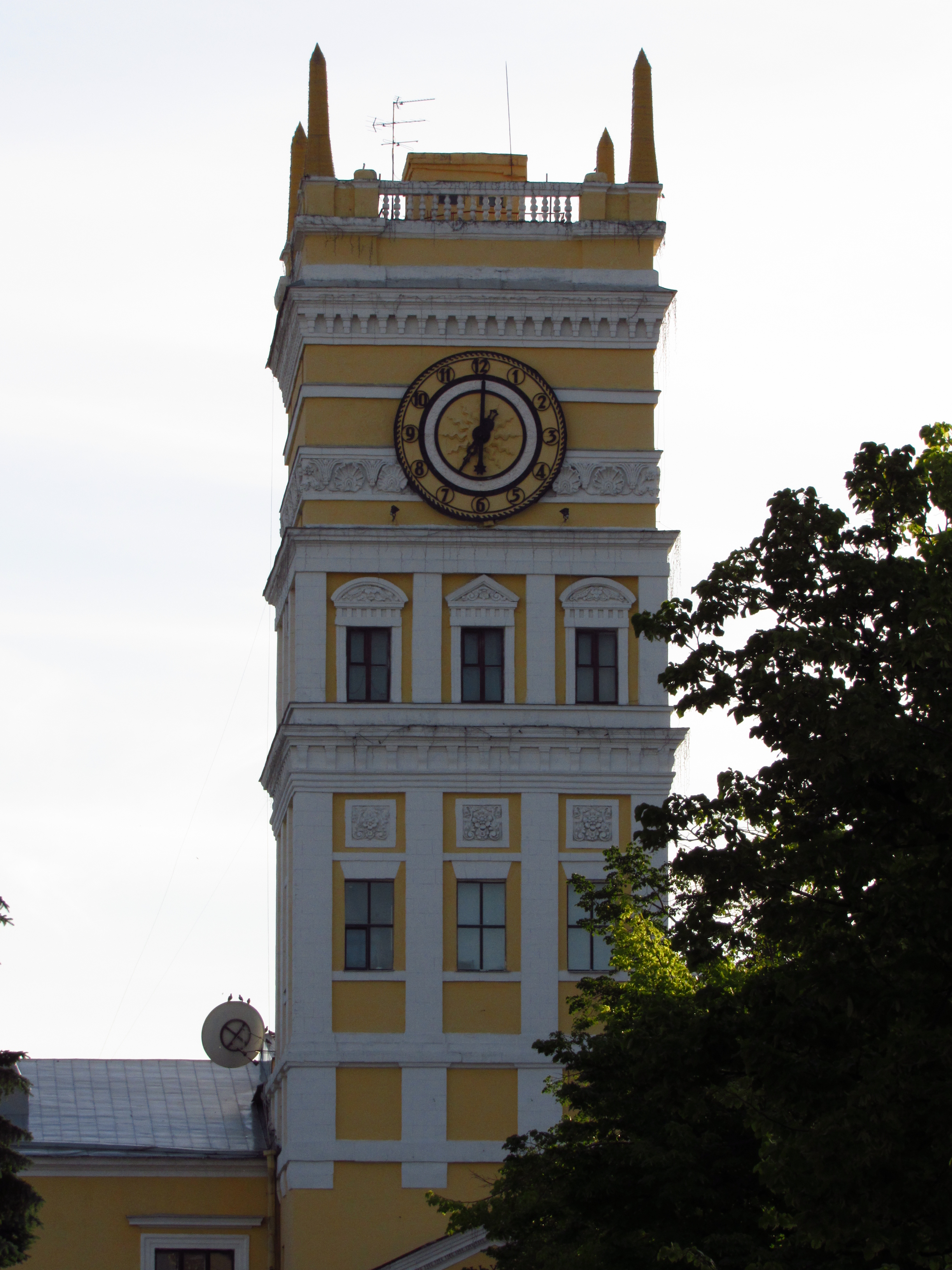
Věž